# اندیس آنومالی جنوب سلماس
آنومالی جنوب سلماس یک اندیس فلزی است که در حوالی شهر سلماس استان آذربایجان غربی قرار دارد و مادهٔ معدنی موجود در آن، طلا است.سنگ میزبان این اندیس گنیس، شیست است و دیرینگی آن به دوران پرکامبرین می‌رسد. در این اندیس، پاراژنز‌های آْپاتیت، اپیدوت، گوئتیت، هماتیت، پیروکسن، زیرکن، آناتاز، اسفن، روتیل یافت می‌شوند.